# Gaston Barreau
Gaston Barreau (7 de desembre de 1883 - 11 de juny de 1958) fou un futbolista francès.

## Selecció de França
Va formar part de l'equip francès a la Copa del Món de 1938 com a entrenador.